# Самая красивая женщина в городе
«Самая красивая женщина в городе» (англ. The Most Beautiful Woman in Town) — сборник рассказов американского поэта и писателя контркультуры Чарльза Буковски. Книга была издана в 1983 году. В оригинальное издание вошло тридцать историй на различную тематику.

## О сборнике
Изначально эти рассказы, наряду с произведениями из будущего сборника «Истории обыкновенного безумия», были изданы в 1972 году в виде одной книги под названием «Эрекции, эякуляции, эксгибиции и вообще истории обыкновенного безумия» (англ. Erections, Ejaculations, Exhibitions, and General Tales of Ordinary Madness). Сборник «Самая красивая женщина в городе» содержит в себе как полуавтобиографические заметки автора, так и совершенно выдуманные сюжеты. Тематика многих историй характерна для творчества Буковски и посвящена таким темам, как азартные игры, одиночество, алкоголизм, насилие и секс; также автор активно использует в своих произведениях элементы сюрреализма и фантастики. Все истории мало что объединяет между собой и каждая из них имеет свой оригинальный сюжет: в одноимённом заглавном произведении рассказчик повествует о своём знакомстве и отношениях с неординарной молодой женщиной по имени Касс, которая впоследствии кончает жизнь самоубийством, перерезав себе горло; в истории под названием «Свастика» рассказывается о том, как Адольф Гитлер, которого все считали мёртвым, похищает безымянного президента США и, сделав пластическую операцию, занимает его пост, тогда как сам глава Соединённых Штатов попадает в сумасшедший дом; в рассказе «Шесть дюймов», написанном от первого лица, главный герой женится на «ведьме», которая уменьшает его до шестидюймового размера и «принуждает» к соитию, всем существом вталкивая злосчастного в свой половой орган, после чего он убивает свою мучительницу и постепенно приобретает свой нормальный облик.